# Meldin Drešković
Meldin Drešković (in montenegrino Мелдин Дрешковић; Plav, 26 marzo 1998) è un calciatore montenegrino, difensore del Darmstadt e della nazionale montenegrina.

## Caratteristiche tecniche
È un difensore centrale.

## Carriera

### Club
Cresciuto nel settore giovanile del Jezero, ha debuttato in prima squadra nella stagione 2013-2014, disputata nella seconda divisione montenegrina. Impiegato stabilmente nelle stagioni successive, nell'estate del 2016 è stato ceduto in prestito al Jedinstvo Bijelo Polje ma dopo soli sei mesi in cui ha trovato poco spazio è stato richiamato dal Jezero. Nel gennaio del 2017 è stato prestato al Mladost Lješkopolje, rimanendovi fino al mercato invernale del 2019.
Nella stagione 2019-2020 ha conquistato con il club la promozione in prima divisione vincendo i play-off contro il Kom, dove ha segnato una rete decisiva nella sfida di ritorno. Nel 2021 è stato acquistato dal Sutjeska, dove ha vinto il campionato disputando una stagione da titolare.
L'anno successivo ha firmato con gli ungheresi del Debrecen, diventando da subito uno dei titolari al centro della difesa. Il 3 febbraio del 2025 è stato acquistato dal Darmstadt.

### Nazionale
Ha giocato con la nazionale montenegrina Under-19.
Il 28 marzo 2022 ha debuttato con la nazionale maggiore nell'incontro amichevole vinto 1-0 contro la Grecia.

## Statistiche

### Presenze e reti nei club
Statistiche aggiornate al 29 aprile 2025.
| Stagione                   | Squadra                    | Campionato                 | Campionato | Campionato | Coppe nazionali | Coppe nazionali | Coppe nazionali | Coppe continentali | Coppe continentali | Coppe continentali | Altre coppe | Altre coppe | Altre coppe | Totale | Totale | Totale |
| Stagione                   | Squadra                    | Comp                       | Pres       | Reti       | Comp            | Pres            | Reti            | Comp               | Pres               | Reti               | Comp        | Pres        | Reti        | Pres   | Reti   |        |
| -------------------------- | -------------------------- | -------------------------- | ---------- | ---------- | --------------- | --------------- | --------------- | ------------------ | ------------------ | ------------------ | ----------- | ----------- | ----------- | ------ | ------ | ------ |
| 2013-2014                  | Jezero                     | 2L                         | 3          | 0          | CM              | 0               | 0               | -                  | -                  | -                  | -           | -           | -           | 3      | 0      |        |
| 2014-2015                  | Jezero                     | 2L                         | 23         | 5          | CM              | 0               | 0               | -                  | -                  | -                  | -           | -           | -           | 23     | 5      |        |
| 2015-2016                  | Jezero                     | 2L                         | 24         | 0          | CM              | 1               | 0               | -                  | -                  | -                  | -           | -           | -           | 25     | 0      |        |
| 2016-gen. 2017             | Jedinstvo Bijelo Polje     | 1L                         | 4          | 0          | CM              | 0               | 0               | -                  | -                  | -                  | -           | -           | -           | 4      | 0      |        |
| gen.-giu. 2017             | Jezero                     | 2L                         | 21         | 1          | CM              | 1               | 0               | -                  | -                  | -                  | -           | -           | -           | 22     | 1      |        |
| 2017-gen. 2018             | Jezero                     | 2L                         | 16         | 0          | CM              | 0               | 0               | -                  | -                  | -                  | -           | -           | -           | 16     | 0      |        |
| gen.-giu. 2018             | Mladost Lješkopolje        | 2L                         | 12         | 0          | CM              | 0               | 0               | -                  | -                  | -                  | -           | -           | -           | 12     | 0      |        |
| 2018-gen. 2019             | Mladost Lješkopolje        | 2L                         | 11         | 0          | CM              | 1               | 0               | -                  | -                  | -                  | -           | -           | -           | 12     | 0      |        |
| Totale Mladost Lješkopolje | Totale Mladost Lješkopolje | Totale Mladost Lješkopolje | 23         | 0          |                 | 1               | 0               |                    | -                  | -                  |             | -           | -           | 24     | 0      |        |
| gen.-giu. 2019             | Jezero                     | 2L                         | 13         | 0          | CM              | 0               | 0               | -                  | -                  | -                  | -           | -           | -           | 13     | 0      |        |
| 2019-2020                  | Jezero                     | 2L                         | 25+2       | 1+0        | CM              | 1               | 0               | -                  | -                  | -                  | -           | -           | -           | 28     | 1      |        |
| 2020-2021                  | Jezero                     | 1L                         | 32         | 0          | CM              | 0               | 0               | -                  | -                  | -                  | -           | -           | -           | 32     | 0      |        |
| Totale Jezero              | Totale Jezero              | Totale Jezero              | 159        | 7          |                 | 3               | 0               |                    | -                  | -                  |             | -           | -           | 162    | 7      |        |
| 2021-2022                  | Sutjeska                   | 1L                         | 33         | 2          | CM              | 3               | 0               | UECL               | 1                  | 0                  | -           | -           | -           | 37     | 2      |        |
| 2022-2023                  | Debrecen                   | NB1                        | 24         | 2          | CU              | 3               | 0               | -                  | -                  | -                  | -           | -           | -           | 27     | 2      |        |
| 2023-2024                  | Debrecen                   | NB1                        | 23         | 1          | CU              | 2               | 0               | UECL               | 4                  | 0                  | -           | -           | -           | 29     | 1      |        |
| 2024-gen. 2025             | Debrecen                   | NB1                        | 16         | 2          | CU              | 1               | 0               | -                  | -                  | -                  | -           | -           | -           | 17     | 2      |        |
| Totale Debrecen            | Totale Debrecen            | Totale Debrecen            | 63         | 5          |                 | 6               | 0               |                    | 4                  | 0                  |             | -           | -           | 73     | 5      |        |
| gen.-giu. 2025             | Darmstadt                  | 2L                         | 2          | 0          | CG              | 0               | 0               | -                  | -                  | -                  | -           | -           | -           | 2      | 0      |        |
| Totale carriera            | Totale carriera            | Totale carriera            | 284        | 14         |                 | 13              | 0               |                    | 5                  | 0                  |             | -           | -           | 302    | 14     |        |

### Cronologia presenze e reti in nazionale
| Cronologia completa delle presenze e delle reti in nazionale ― Montenegro | Cronologia completa delle presenze e delle reti in nazionale ― Montenegro | Cronologia completa delle presenze e delle reti in nazionale ― Montenegro | Cronologia completa delle presenze e delle reti in nazionale ― Montenegro | Cronologia completa delle presenze e delle reti in nazionale ― Montenegro | Cronologia completa delle presenze e delle reti in nazionale ― Montenegro | Cronologia completa delle presenze e delle reti in nazionale ― Montenegro | Cronologia completa delle presenze e delle reti in nazionale ― Montenegro |
| Data                                                                      | Città                                                                     | In casa                                                                   | Risultato                                                                 | Ospiti                                                                    | Competizione                                                              | Reti                                                                      | Note                                                                      |
| ------------------------------------------------------------------------- | ------------------------------------------------------------------------- | ------------------------------------------------------------------------- | ------------------------------------------------------------------------- | ------------------------------------------------------------------------- | ------------------------------------------------------------------------- | ------------------------------------------------------------------------- | ------------------------------------------------------------------------- |
| 28-3-2022                                                                 | Podgorica                                                                 | Montenegro                                                                | 1 – 0                                                                     | Grecia                                                                    | Amichevole                                                                | -                                                                         | 92’                                                                       |
| 21-3-2024                                                                 | Aksu                                                                      | Bielorussia                                                               | 0 – 2                                                                     | Montenegro                                                                | Amichevole                                                                | -                                                                         |                                                                           |
| 9-6-2024                                                                  | Podgorica                                                                 | Montenegro                                                                | 1 – 3                                                                     | Georgia                                                                   | Amichevole                                                                | -                                                                         | 74’                                                                       |
| Totale                                                                    |                                                                           | Presenze                                                                  | 3                                                                         |                                                                           | Reti                                                                      | 0                                                                         |                                                                           |

## Palmarès

### Club

#### Competizioni nazionali
- Campionato montenegrino: 1

Sutjeska: 2021-2022